# تيموثي نفتالي
تيموثي نفتالي هو مؤرخ كندي، ولد في 31 يناير 1962 في مونتريال في كندا.